# Lindmania smithiana
Lindmania smithiana là một loài thực vật có hoa trong họ Bromeliaceae. Loài này được (Steyerm. & Luteyn) L.B.Sm. mô tả khoa học đầu tiên năm 1986.